# ماري كلير
ماري كلير (بالإنجليزية: Marie Claire)‏ هي مجلة نسائية شهرية نشرت لأول مرة في فرنسا ونشرت في بلدان أخرى بطبعات محلية خاصة بثقافة البلد وبلغتهم الخاصة. وتخاطب كل نسخة الطبعة الخاصة بالجمهور المحلي وبينما تركز الطبعة الصادرة في الولايات المتحدة على النساء حول العالم والطبعات في الدول الأخرى.وتغطي المجلة مواضيع الأزياء والموضة والجمال والصحة.

## تاريخ
ابتكر جين بروفوست الإصدار الأول عام 1937، والتي وزعت كل أربعاء حتى عام 1942 عندما أوقفت القوات الألمانية في فرنسا توزيع معظم المجلات وكانت ماري كلير إحداها. عادت المجلة للتوزيع عام 1954 وأصبحت مجلة شهرية.وفي عام 1976 </includeonly>تقاعد جين بروفوست من إدارة المجلة التي خلفته في إدارتها إبنته إيفيلين وأضافتها لجموعة شركات L'Oréal Group
أما طبعة الولايات المتحدة من ماري كلير فقد صدرت عن شركة Hearst Corporation ومقرها مدينة نيويورك عام 1994 وكان لـ. Hearst مكاتب وأفرع في كل من فرنسا وإيطاليا بالإضافة لفروعها المنتشرة في الولايات المتحدة مثل ديترويت والساحل الغربي، نيو إنغلند، وفي الغرب الأوسط والولايات الجنوبية الغربية والجنوبية الشرقية.
أما النسخة البريطانية فهي جزء من IPC Media صدرت في لندن وفي عام 2006 أطلقت موقعها ال أطلقت موقعها الإلكتروني www.marieclaire.co.uk متضمنة مقتطفات أخبار يومية، تقارير، تحقيقات، صور، فيديو، عروض أزياء، أفضل صفقات التسوق، بالإضافة لنصائح في الأزياء والصحة والموضة والتجميل.
أما في أستراليا فماري كلير تصدر عن Pacific Magazinesذرلع النشر الإعلامي شبكة التلفاز الأسترالية Seven Network كما يزود موقع الإلكتروني لماري كلير مقتطفات وأخبار يومية في الأزياء والموضة والجمال وأسلوب الحياة لمحرك البحث ياهو

## ماري كلير الكويت
صدرت ماري كلير بنسختها الكويتية عن الشركة الكويتية المتحدة للإعلان والنشر والتوزيع نوفمبر عام 2008 بطاقم تحرير ترأسه ميرنا باسيل خليفة يتضمن سوزان نوار، سارة المكيمي أما عن قسم الموضة زينب عبد الرزاق وسارة مرتضى وفي فسم الجمال ميرنا عباس وقسم تحقيقات لايف ستايل كريستين أب عازار وزهراء مرتضى
وتتناول مواضيع في الأزياء والموضة والصحة والجمال، بالإضافة لتسليطها الضوء على المبدعين المحلين في مختلف المجالات.

## ماري كلير حول العالم
بالإضافة إلى فرنسا، نشرت ماري كلير في العديد من الدول حول العالم وهي : أستراليا، بلجيكا، البرازيل، كندا، الصين، الجمهورية التشيكية واستونيا واليونان وهونغ كونغ، هنغاريا، الهند، اندونيسيا، إيطاليا، الكويت، أمريكا اللاتينية، ماليزيا، المكسيك، هولندا، الفلبين، بولندا، رومانيا، روسيا، المملكة العربية السعودية وجنوب أفريقيا وكوريا الجنوبية، إسبانيا، سويسرا، سوريا، تايوان، تايلاند، تركيا، أوكرانيا، الإمارات العربية المتحدة والمملكة المتحدة والولايات المتحدة.